# سیشیرو نیشیدا
سیشیرو نیشیدا (انگلیسی: Seishirō Nishida؛ زادهٔ ۳ مهٔ ۱۹۵۵) بازیگر اهل ژاپن است.